# Santiago Rebull
Santiago Rebull Gordillo (1829-1902) fue un pintor mexicano del siglo XIX. Rebull entró a la Academia de San Carlos en la Ciudad de México a los 18 años, siendo en ella posteriormente maestro y director. En la Academia fue compañero de José Salomé Pina, Félix Parra y José María Velasco. Entre sus alumnos figuraron José María Ibarrarán y Diego Rivera.

## Biografía
Rebull, de familia catalana, nació en un barco camino de España en virtud de la orden de expulsión de los españoles de 1829. Tras estudiar con Pelegrín Clavé en la Academia de San Carlos fue pensionado por su obra La muerte de Abel para proseguir sus estudios en la Academia de San Lucas de Roma donde pasó siete años en la década de 1850 y trabó amistad con Antonio Gisbert.
Rebull es el autor de los famosos retratos del emperador Maximiliano I y la emperatriz Carlota, así como los de Benito Juárez, Ignacio Manuel Altamirano y Porfirio Díaz. Maximiliano I le encargó la realización de seis murales con temas paganos tomados de la mitología (únicos en su tiempo), Las Bacantes en las terrazas del Castillo de Chapultepec, habiéndolo nombrado también "Pintor de Cámara". 
La muerte de Marat (1875), es considerada su obra maestra; trabajó en ella tres años mientras pintaba también La prisión de Cuauhtemotzín.

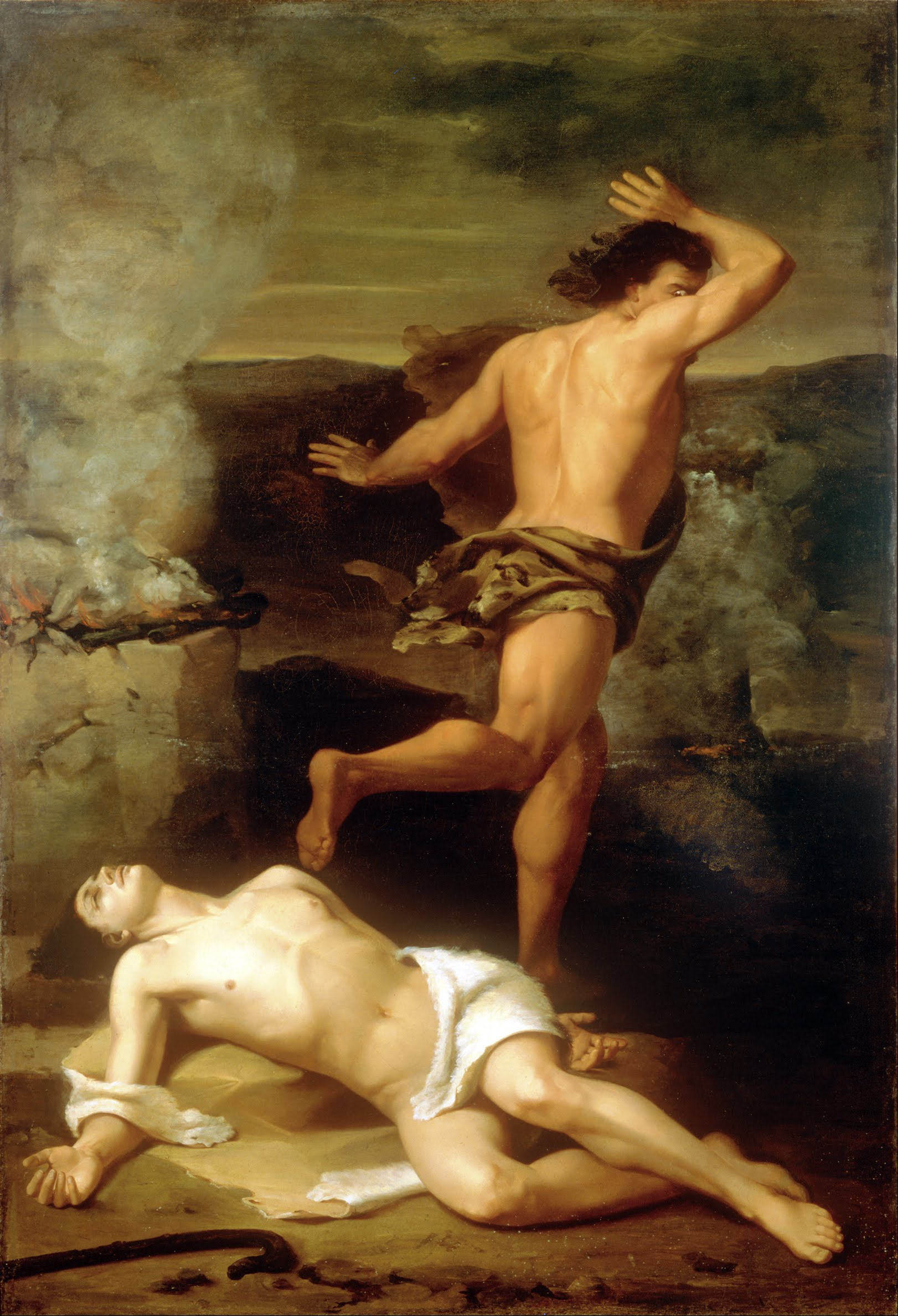
La muerte de Abel, 1851, Museo Nacional de Arte (México)
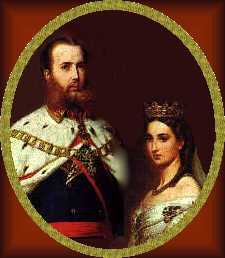
Retrato de Maximiliano y Carlota, c. 1864
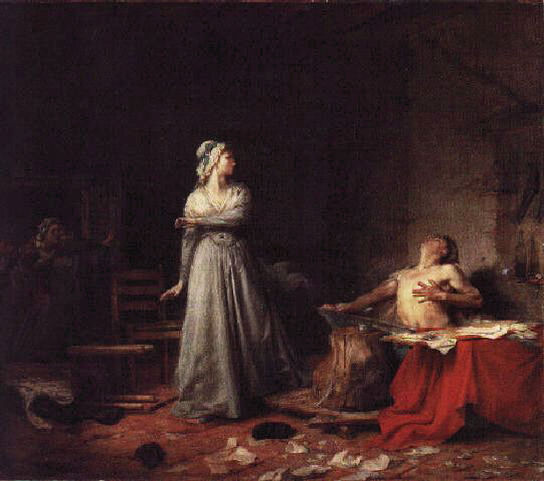
La muerte de Marat, 1875